# Schweiz i Eurovision Song Contest 2017
Schweiz deltog i Eurovision Song Contest 2017 i Kiev, Ukraina. Landet representerades av gruppen Timebelle med låten "Apollo"

## Finalen
Hölls 5 februari 2017.
| Startnummer | Artist        | Låt                   | Röster (%) | Placering |
| ----------- | ------------- | --------------------- | ---------- | --------- |
| 1           | Nadya         | "The Fire in the Sky" | 18,02%     | 2         |
| 2           | Ginta Biku    | "Cet air là"          | 8,31%      | 4         |
| 3           | Michèle       | "Two Faces"           | 11,44%     | 3         |
| 4           | Freschta      | "Gold"                | 6,79%      | 6         |
| 5           | Shana Pearson | "Exodus"              | 7,56%      | 5         |
| 6           | Timebelle     | "Apollo"              | 47,88%     | 1         |